# Greeley (Colorado)
Greeley é uma cidade localizada no estado americano de Colorado, no Condado de Weld.

## Demografia
Segundo o censo dos Estados Unidos de 2010, a sua população era de 92889 habitantes.

## Geografia

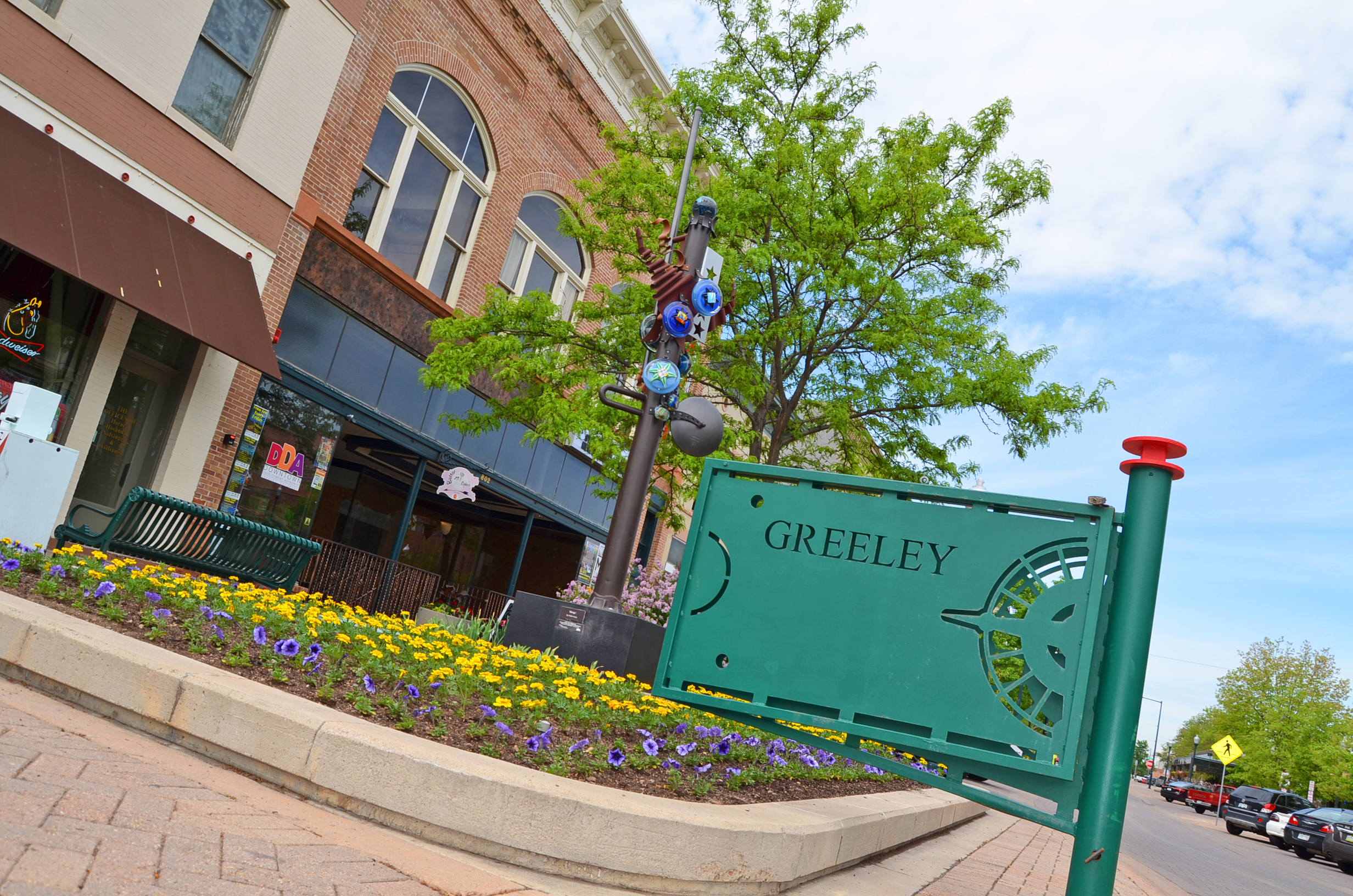
Centro de Greeley

De acordo com o United States Census Bureau tem uma área de
77,7 km², dos quais 77,5 km² cobertos por terra e 0,2 km² cobertos por água. Greeley localiza-se a aproximadamente 1430 m acima do nível do mar.

## Localidades na vizinhança
O diagrama seguinte representa as localidades num raio de 16 km ao redor de Greeley.